# Koningsmoord

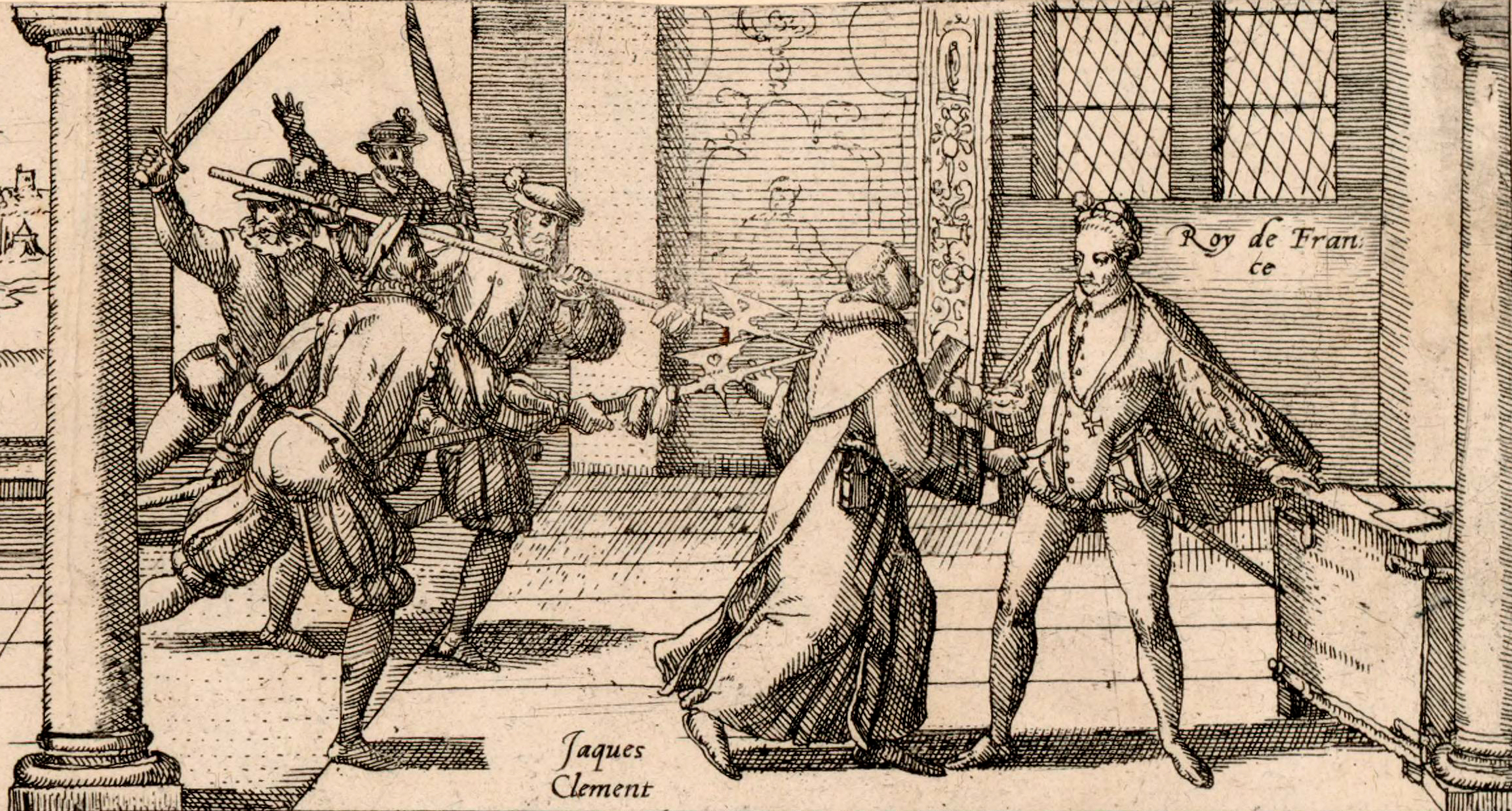
Jacques Clément vermoordt Hendrik III van Frankrijk

Koningsmoord of regicide (Latijn: rex (koning) en occidere (doden)) is de moord op een vorst of vorstin. Dit kan een politieke moord zijn, maar ook een rituele doding of een moord vanuit persoonlijke motieven.
Het doden van een koning is altijd beschouwd als een bijzonder misdrijf. Men doodde met de persoon immers ook het staatshoofd en een aanslag op de vorst was een breuk van de trouw die een onderdaan zijn koning verschuldigd was. De aanhangers van koningen beriepen zich wel op het droit divin dat de vorst een door God gegeven recht gaf om te regeren. Dit recht en de zalving van het lichaam van de koning bij de kroning maakte de koning een sacrosancte, een onschendbare persoon. Tegenstanders van de koning beriepen zich soms op het principe van tirannicide of het recht van opstand.
In de middeleeuwen werd een bijzondere straf uitgesproken over koningsmoordenaars: zij werden na zware martelingen gevierendeeld. In Frankrijk was de laatste die in dit kader gevierendeeld werd Robert François Damiens, de dader van een mislukte aanslag op Lodewijk XV. Hij werd in 1757 door het Parlement van Parijs tot deze straf veroordeeld. De straf was al in onbruik geraakt toen het Franse koninkrijk werd hersteld: de leden van de Conventie, die in 1792 tijdens de Franse Revolutie koning Lodewijk XVI ter dood hadden veroordeeld, kwamen er in 1816 met verbanning vanaf. De kwalificatie van koningsmoord is in dit geval echter wel voor discussie vatbaar aangezien Lodewijk XVI als burger Louis Capet terechtstond.
Andere voorbeelden zijn Agag (Amalekieten) in 1020 v.Chr., Arses (Perzische Rijk) in 336 v.Chr., Darius III (Perzische Rijk) in 330 v.Chr., Túpac Amaru (Inca's) in 1572, Hendrik III van Frankrijk in 1589, Hendrik IV van Frankrijk in 1610, Osman II (Ottomaanse Rijk) in 1622, Ibrahim I (Ottomaanse Rijk) in 1648, Gustaaf III van Zweden in 1792, Umberto I van Italië in 1900, Karel I van Portugal in 1908, George I van Griekenland in 1913 en Alexander I van Joegoslavië in 1934.
Voorbeelden van mislukte aanslagen zijn:
- aanslag op Napoleon III in 1858
- aanslag op Leopold II van België in 1902
- aanslag op Koninginnedag in 2009

## Antropologie
De etnoloog Seligman en de antropoloog Frazer zagen koningsmoord in primitieve samenlevingen als een ritueel dat volgde uit het sacrale karakter van het koningschap. De lichamelijke conditie van de koning zou overeenkomen met de welvaart van het volk. Zodra de koning tekenen van aftakeling liet zien, zou diens ziel moeten worden overgedragen aan een jonge, vitale opvolger. Koningsmoord zou daarmee de neergang van de samenleving voorkomen.
Dit beeld werd in 1948 door Evans-Pritchard volledig onderuitgehaald, nota bene tijdens een Frazer Lecture. In The divine kingship of the Shilluk of the Nilotic beschreef hij de rituele moord op de reth, de koning van de Shilluk, een Nilotisch volk in het zuiden van Soedan. Deze reth is de belichaming van de eigenlijke koning, de onsterfelijke halfgod Nyikang. Evans-Pritchard zag echter geen enkele aanwijzing van koningsmoord op basis van lichamelijke gesteldheid en beschouwde dit als een fictie. Hij zag juist een omgekeerd mechanisme achter de koningsmoord: het zou een legitimatie zijn voor rebellie bij maatschappelijke onvrede, waarbij het koningschap niet in gevaar kwam door het doden van de koning, analoog aan het doden van Karel I in 1649 in Engeland. Daarmee was het geen rituele doding zoals bij Frazer, maar een politieke moord.